# Alfred Chouard
Pour les articles homonymes, voir Chouard.
Alfred Chouard, né le 22 avril 1865 à Sahurs et mort le 28 novembre 1959 à Paris, est un entrepreneur de travaux publics français.

## Biographie
Jules Alfred Verrier naît à Sahurs le 22 avril 1865, fils de Narcisse Alfred Chouard et d'Émilie Albertine Verrier. Il sera reconnu au mariage de ses parents le 3 juin 1865.
Il se marie le 14 février 1898 à Saint-Sever-Calvados avec Louise Angèle Lepeltier. Il habite au no 24 route de Neufchâtel à Bihorel.
Successeur de la maison P. Quedville, il est installé au no 30 route de Neufchâtel à Bihorel.
Il possède trois briqueteries à Bihorel dont la briqueterie de la Madeleine.
Il est membre de la Société industrielle de Rouen.
Il meurt à Paris, dans le 17e arrondissement, le 28 novembre 1959 .

## Distinctions
- Officier de la Légion d'honneur (1922)

## Réalisations
- Hôtel Royal à Dieppe - 1901
- L'Alhambra à Rouen - 1906 de l'architecte Victorien Lelong
- Grand Hôtel et casino à Cabourg - 1909
- l'église Sainte-Jeanne-d'Arc au Touquet-Paris-Plage - 1912 de l'architecte Lucien Viraut
- Monument aux morts du cimetière communal à Bois-Guillaume - 19?
- Hôtel Montalembert à Paris - 1926
- Château Blanc-Montalembert à Arques-la-Bataille
- Maison, 1 rue Jean-Baptiste-Gilbert à Sotteville-lès-Rouen de l'architecte Pierre Lefebvre